# Arne Müntzing
Arne Müntzing (Göteborg, 2 de março de 1903 — Lund, 7 de janeiro de 1984) foi um professor universitário e geneticista que se destacou no campo da genética vegetal e do estudo dos cromossomas das plantas.

## Biografia
Müntzing doutorou-se em 1930 na Universidade de Lund, onde entre 1938 e 1968 foi professor de genética.
Tornou-se membro da Sociedade Fisiográfica de Lund (Fysiografiska sällskapet i Lund) em 1938 e da Academia Real Sueca de Silvicultura e Agricultura (Lantbruksakademien) em 1945. Em 1949 foi eleito membro da Academia Real das Ciências da Suécia (Vetenskapsakademien).
Müntzing foi o primeiro a produzir experimentalmente, em 1930, uma espécie já existente na natureza: cruzando as espécies Galeopsis pubescens e Galeopsis speciosa, e no processo promovendo a duplicação do número cromossómico, obteve espécimes que correspondiam essencialmente à espécie tetraploide Galeopsis tetrahit.
Notabilizou-se principalmente no campo da genética dos cereais. O seu livro-texto Heredity Research (1953) foi publicado em várias edições e em várias línguas.